# Asil humanitari

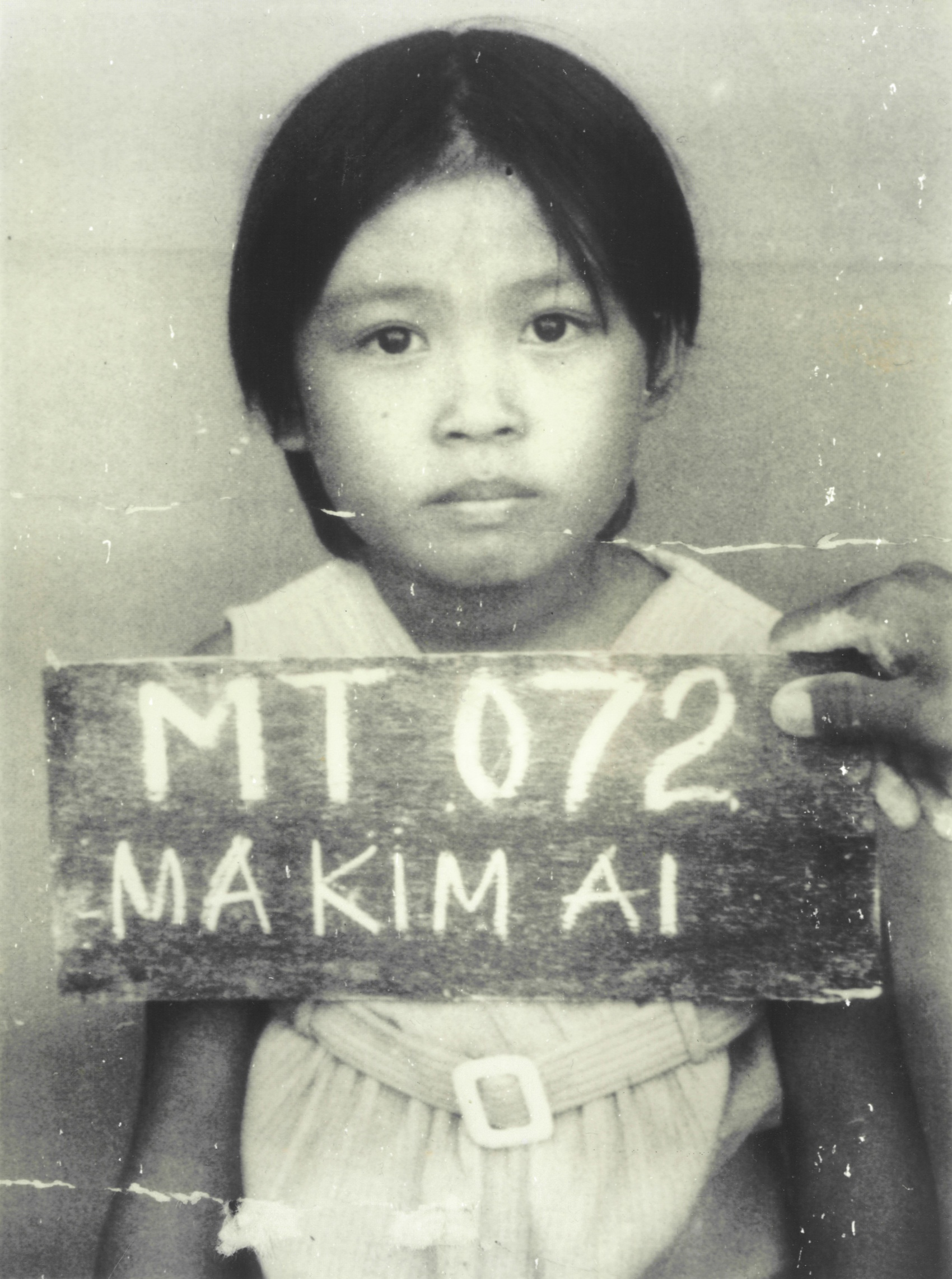
Nen vietnamita refugiat en un camp de Malàisia

L'asil humanitari és un asil que s'acorda a persones que s'han vist obligades a abandonar el seu país d'origen per mor de causes racials, religioses, guerres civils, catàstrofes naturals, violació de drets humans, etc. La definició de les raons humanitàries que s'accepten depèn de cada país.
És una aplicació de l'article 14 de la Declaració Universal dels Drets Humans: «En cas de persecució, tota persona té dret a cercar asil en altres països i a beneficiar-se'n. Aquest dret no podrà ser invocat contra una persecució veritablement originada per delictes comuns o per actes oposats als objectius i principis de les Nacions Unides.»
França, Canadà i Estats Units, per exemple, concedeixen l'estatus de refugiat humanitari a dones que han sofert mutilacions sexuals o que correrien el risc de sofrir-les si romanguessin als seus països d'origen i Espanya a homosexuals perseguides per les seves preferències sexuals.
La legislació i jurisprudència en l'abast del dret d'asil difereixen àmpliament d'un estat a l'altre. No obstant això, els acords internacionals sempre prevalen sobre el dret intern d'un estat. Certs països desenvolupats han establert una quota de refugiats als quals estan disposats a concedir asil, generalment com a resultat d'un conflicte armat en curs. Des de l'última dècada del segle xx la majoria d'aquests refugiats va provenir de: Iran, l'Iraq, els Territoris Palestins, Afganistan, Rwanda, Burundi, Sudan, Congo, Sàhara Occidental, Albània, Xina, Colòmbia, Síria, Alemanya, França, i l'antiga Iugoslàvia.
Sota la Convenció sobre Refugiats de 1951 i el Protocol de 1967 d'acord amb aquests compromisos internacionals, les nacions estan obligades a concedir asil humanitari i no poden ni han de retornar per la força un refugiat al seu país d'origen quan hi corre perill per a la integritat de la seva persona. Malgrat tot aquestes convencions de vegades són passades per alt.
El Dia Mundial del Refugiat se celebra el 20 de juny. Va ser establert l'any 2000 per una resolució especial de l'Assemblea General de les Nacions Unides. Anteriorment, el 20 de juny era el Dia del Refugiat Africà.

## Refugiats
Els refugiats són un grup de persones que es reconeixen com a migrants forçats, ja que als seus països són perseguits per les seves creences, races, per conflictes armats o desastres naturals. Aquesta definició va ser establerta en 1951 en la Convenció sobre l'Estatut de Refugiats de les Nacions Unides. Actualment el concepte s'ha ampliat fent referència a les persones que es van dels seus llocs d'origen perquè les terres d'aquests països no els asseguren la subsistència.
La protecció d'aquestes persones va ocórrer per primera vegada en el marc de la Societat de Nacions, en la dècada de 1920 amb la creació d'òrgans destinats a brindar suport als refugiats russos i alemanys. En 1947 es va crear l'Organització Internacional dels Refugiats (OIR) i la seva tasca era registrar als refugiats, repatriar-los o reassentar-los. En 1949 es va crear l'Oficina de l'Alt Comissionat de les Nacions Unides per als refugiats (ACNUR) que funciona fins a el dia d'avui.
La protecció internacional dels refugiats es basa essencialment a assegurar l'admissió al país de refugi, l'atorgament del refugi, el respecte dels drets humans i el principi de «no-devolució», que és el dret de les persones que sol·liciten refugi a no ser obligades a tornar al seu país. ACNUR posseeix tres maneres de solucionar el problema dels refugiats: la repatriació voluntària, és a dir que tornen al seu país però segueixen sent acompanyats per ACNUR, o són reassentats en un tercer país que no és el que els va refugiar ni del qual provenien o es realitza una integració local.
La diferència entre els refugiats i els desplaçats interns és que els primers han travessat una frontera internacionalment reconeguda, mentre que els segons romanen dins dels seus països, encara que van deixar els seus llocs de residència habitual.

## Desplaçats interns

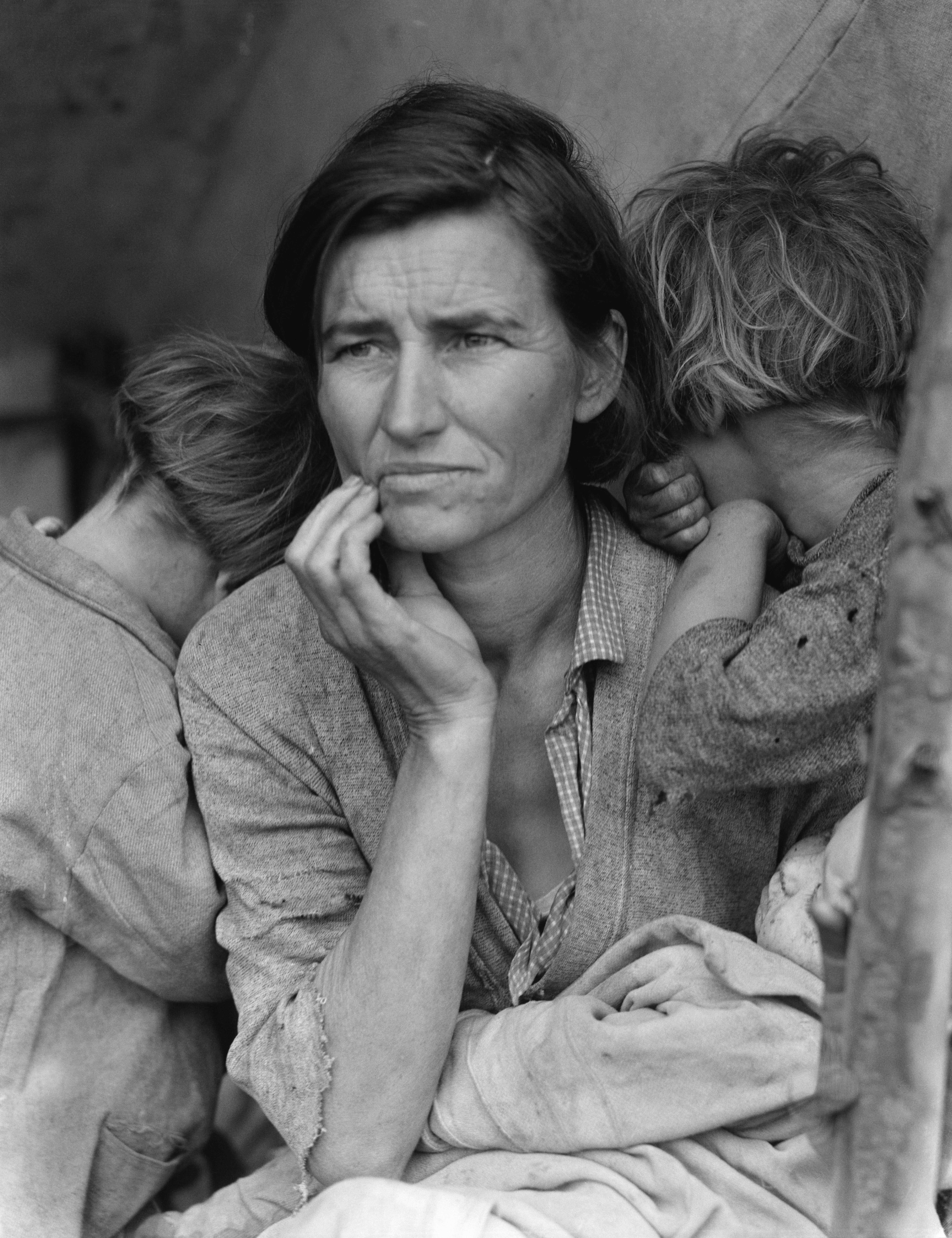
Dona de 32 anys, mare de 7 fills durant la gran depressió dels anys 30

Són les persones obligades a fugir de les seves llars de resultes d'alguna crisi, però que, a diferència dels refugiats, romanen dins de les fronteres del seu país d'origen. A la fi de 2006 s'estimava que el seu nombre total ascendia a 24,5 milions repartits en 52 països, al voltant de la meitat dels quals serien africans. Un desplaçat intern sol trobar-se generalment en una situació més vulnerable que una altra persona que hagi aconseguit travessar una frontera territorial i que pugui, per tant, accedir amb més facilitat a la protecció internacional.

## Protecció i assistència
Són les dues obligacions que el 1951 es van encarregar a l'Alt Comissionat de les Nacions Unides per als Refugiats, i cobreixen tant als refugiats com als desplaçats interns. En general, les organitzacions treballen segons tres línies d'actuació: la integració al primer país d'acolliment, el reassentament en tercers països o la repatriació voluntària del refugiat en cas que la situació del territori de procedència hagi canviat. Malgrat tot, continuar lluny de casa no és gens fàcil. El dret internacional reconeix que tots els refugiats poden demanar asil als països d'acolliment; no obstant això, aquests països no estan legalment obligats a concedir-ho. A més l'Article 31 de la Convenció dels Refugiats diu que no s'ha de penalitzar als refugiats per haver entrat a un país de manera il·legal si venen directament d'un lloc en el qual estaven en perill i s'han presentat davant les autoritats. Un altre dret dels refugiats està estipulat en l'article 33 de la Convenció, el qual prohibeix la repatriació forçosa dels refugiats i es coneix com a non-refoulement.

## Zones de destinació[Cal actualitzar]
Els països que acullen el volum més important de refugiats són els que estan en vies de desenvolupament, especialment els més pobres d'Àsia i Àfrica. Segons ACNUR en el 2004 els cinc països principals d'acolliment de refugiats són Pakistan (1,1 milions), Iran (985.000), Alemanya (960.000), Tanzània (650.000) i Estats Units (452.500). A Espanya, la majoria de refugiats provenen de països de l'Àfrica subsahariana on hi ha conflictes o governs dictatorials, com Sierra Leone, Guinea Equatorial o Nigèria, per citar alguns exemples. Equador, a Sud-amèrica, també s'ha convertit en un país d'acolliment quant als colombians desplaçats pels problemes interns amb les FARC i els paramilitars, és així que molts colombians tenen l'estatus de refugiats, car es veuen exposats al perill que representen tals enfrontaments.

## Xifres
A la fi de 2011, el nombre de persones desplaçades forçosament a tot el món se situava en 42,5 milions, dels quals 35,4 milions sota el mandat de l'ACNUR. Aquesta xifra es compon de 26,4 milions de desplaçats interns (15,4 milions assistits o protegits per l'ACNUR), 895.000 sol·licitants d'asil i 15,2 milions de refugiats: 10,4 milions sota el mandat d'ACNUR i 4,8 milions sota la responsabilitat de la UNRWA (refugiats palestins).
L'any 2004, el nombre de persones que ACNUR tenia sota la seva protecció va ultrapassar els 17 milions de persones en tot el planeta, per sota dels 20 milions de l'any anterior. Aquesta xifra comprenia sol·licitants d'asil, refugiats, desplaçats interns, retornats i persones apàtrides. La causa d'aquesta disminució va ser que alguns dels retornats a les seves llars en anys anteriors va deixar de ser considerats sota l'empara d'ACNUR, ja que solament els comptabilitza durant períodes limitats. Els èxodes més nombrosos es van donar al Sudan (112.200), Libèria (86.800), La República Democràtica del Congo (30.000), Costa d'Ivori (22.200), Somàlia (14.800) i la República Centreafricana (13.000).
Més d'una quarta part dels refugiats són palestins, i la majoria d'ells desitja tornar a la seva casa. Uns altres, com els sahrauís, porten més de 30 anys refugiats en el desert algerià de Tinduf a l'espera d'un referèndum d'autodeterminació que resolgui l'estatut definitiu del Sàhara Occidental. Més de la meitat dels refugiats de tot el món són nens. Des de l'any 2003 on s'ha generat un increment en el nombre de persones sota l'empara de l'ACNUR ha estat a Llatinoamèrica i el Carib, hagut de sobretot a la contínua crisi de desplaçats interns a Colòmbia, en el país dels quals el nombre de desplaçats interns supera l'1,2 milions de persones (2004), a més de refugiar-se en països com Veneçuela, Equador, Costa Rica i Xile.